# Periclímeno

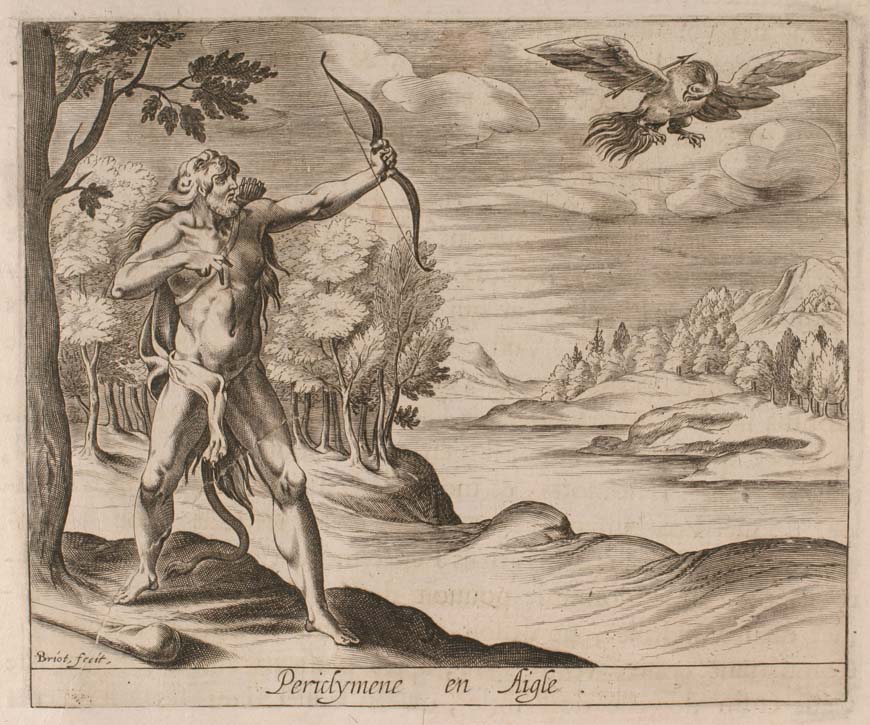
Periclímeno, en forma de águila, es asesinado por Hércules. Grabado de Isaak Briot.

En la mitología griega, Periclímeno (en griego Περικλύμενος, esto es, «muy famoso») era el undécimo hijo de los reyes de Pilos, Neleo y Cloris, y el principal defensor de su patria. Muchos autores dicen que también se enroló en la expedición de los argonautas.
Se dice que Periclímeno era famoso por su nobleza y dicha y que su abuelo Poseidón le concedió la virtud de metamorfosearse. Murió en la toma de la ciudad de Pilos por Heracles, ocasión en la que, para defenderse, se transformó en león, después en serpiente y más tarde en abeja. Ovidio refiere que Periclímeno adoptó la forma de pájaro y así fue atravesado por una flecha por Heracles. Nono aclara que Heracles «cuando tras atrapar entre los dedos su engañosa imitación de una falsa abeja lo aplastó». En un escolio nos aclara que incluso la propia Atenea había tomado la forma de Heracles para enfrentarse a Periclímeno.

Periclímeno, noble, dichoso, al que dones de toda suerte otorgó Posidón que conmueve la tierra: unas veces parecíase a un águila entre las aves, otras veces, maravilla de verlo, de nuevo se convertía en hormiga, y otras más, en espléndido enjambre de abejas, a veces en terrible y amarga serpiente. Tenía dones de todas las clases, indecibles, que también después le engañaron por voluntad de Atenea. A muchos otros hizo sucumbir peleando en torno a la muralla del famosísimo Neleo, su padre, y a muchos acercó a la negra parca matándolos. Pero ya contra él se irritó Palas Atenea, dejó de hacer proezas. Un dolor insoportable invadió el corazón a la fuerza de Heracles y perecían las gentes. Entonces aquél, frente a la fuerza de Heracles, en el ombligo del yugo sentado, perseguía grandes acciones y cómo detener a la fuerza de Heracles domador de caballos. ¡Insensato!, ni siquiera temió al valeroso hijo de Zeus, a él y al arco que le había otorgado Febo Apolo, (sino que) entonces vino a enfrentarse a la fuerza de Heracles... A éste, al hijo de Anfitrión, Atenea de ojos de lechuza le puso bien sujeto en las manos un arco y le indicó que al deiforme Periclímeno... La violenta fuerza... Estiró con sus manos el arco, y la rápida flecha sobre el retorcido nervio.
Hesíodo: Catálogo de mujeres, fr. 33a

Pausanias nos dice que Periclímeno tuvo al menos un hijo, Pentilo, que quien desciende el mesenio Alcmeón, expulsado durante la invasión de los heráclidas. Otros más refieren que Periclímeno fue padre, en unión con una tal Pisídice, de Boro, a su vez padre del anterior Pentilo. Una tradición aberrante incluso dice que el hijo de Periclímeno fue Ergino de Mileto, otro de los argonautas. Otra tradición aberrante nos dice que Periclímeno abandonó la próspera y montañosa ciudad de Colonas, rica en aguas, para enrolarse en la expedición argonáutica. Se dice que esa ciudad se ubicaba cerca de Pelene y Lipaxo, muy lejos de la tradicional Pilos.